# Ogden Goelet
Ogden Goelet (New York, 11 giugno 1851 – Cowes, Isola di Wight, 27 agosto 1897) è stato un erede, uomo d'affari e velista statunitense originario di New York City durante l’età dorata (Gilded Age). Insieme a sua moglie costruì Ochre Court a Newport, Rhode Island; suo figlio costruì la villa Glenmere e sua figlia, Mary Goelet, sposò Henry Innes-Ker, VIII duca di Roxburghe.

## Primi anni di vita
Ogden Goelet nacque l'11 giugno 1851 a Manhattan, New York, da Sarah Ogden (1809–1888) e Robert Goelet (1809–1879). Suo padre era un importante proprietario terriero a New York, così come suo zio, Peter Goelet, che portava il nome del bisnonno di Ogden, Peter Goelet. I suoi genitori risiedevano al numero 5 di State Street, con vista su Battery Park a Manhattan.
Il fratello maggiore di Goelet era il promotore immobiliare Robert Goelet, e suo nipote era Robert Walton Goelet. Sua zia paterna, Hannah Green Goelet, era sposata con Thomas Russell Gerry, figlio del Vicepresidente degli Stati Uniti Elbridge Gerry. Suo nonno era il mercante e proprietario terriero Peter P. Goelet. Attraverso questo matrimonio, Goelet era cugino di primo grado di Elbridge Thomas Gerry.

## Carriera

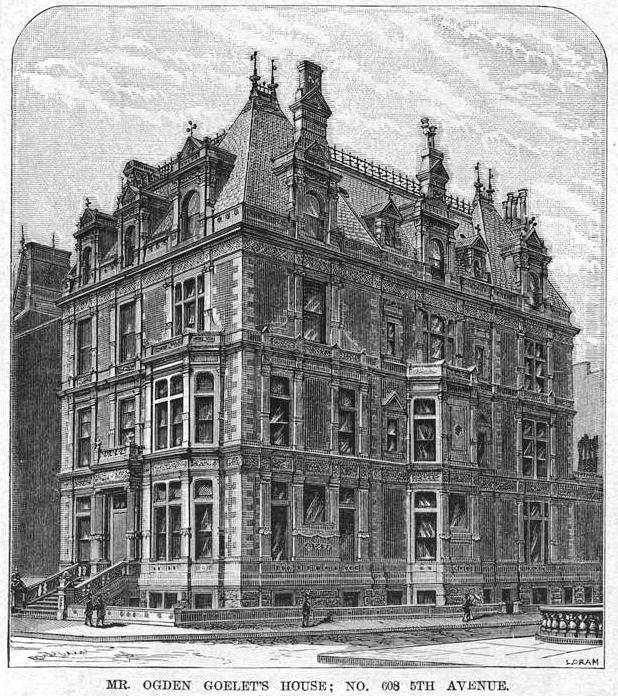
La residenza di Ogden Goelet al 608 di Fifth Avenue, progettata da E.H. Kendall

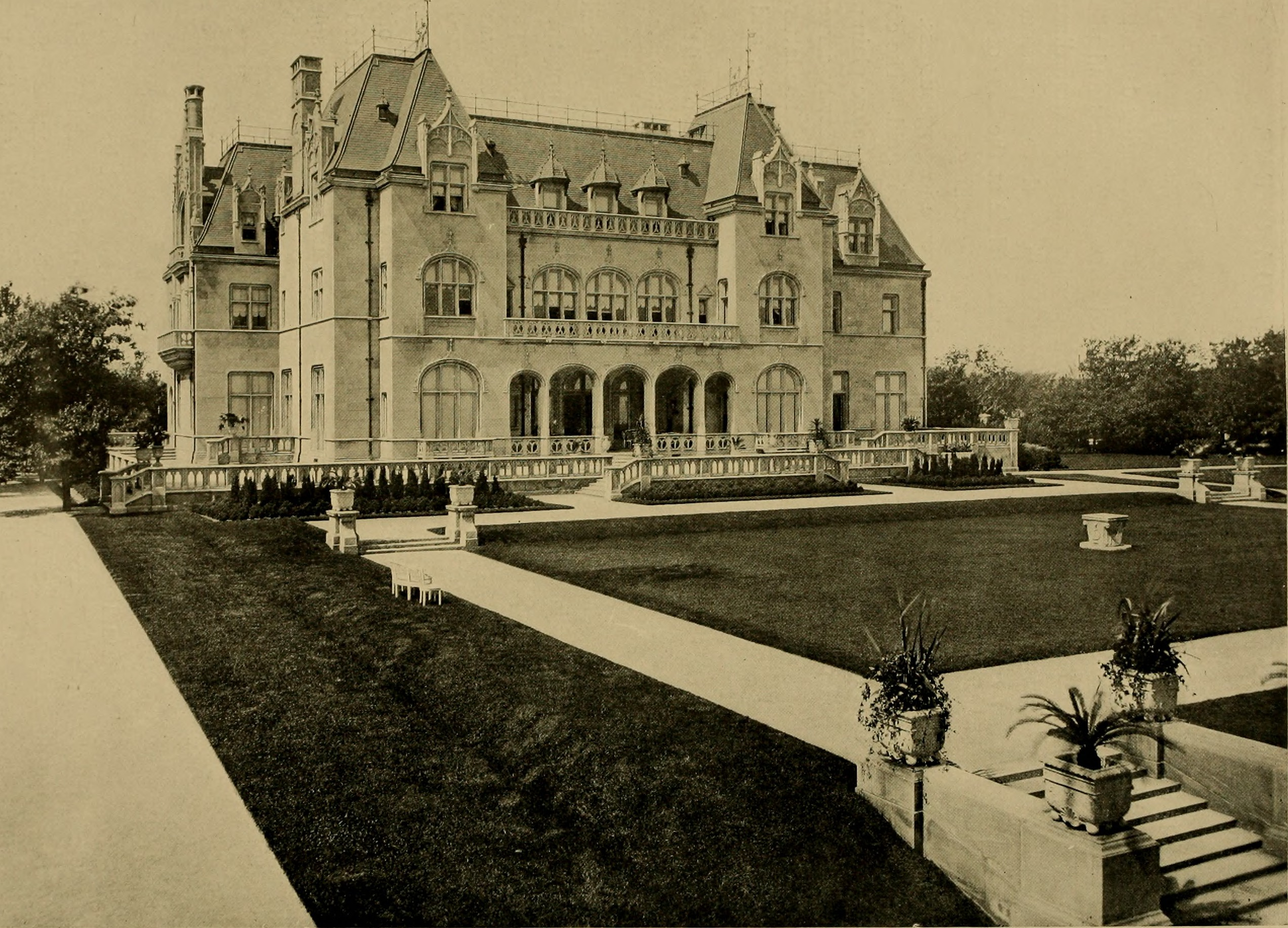
La villa di Goelet a Newport, Ochre Court, nel 1904

Insieme a suo fratello, Goelet amministrava il patrimonio immobiliare del padre, Robert Goelet, e dello zio Peter Goelet, entrambi deceduti nel 1879.  Dopo la morte del padre e dello zio, lui e il fratello ereditarono quasi metà della loro fortuna.  A New York, Ogden era azionista della Metropolitan Opera House, dove possedeva il Palco N. 1.

### Vita mondana
Nel 1892, Ogden Goelet e sua moglie Mary furono inclusi nella lista dei “Quattrocento” di Ward McAllister, considerata un indice delle famiglie più importanti di New York, pubblicata sul The New York Times. Curiosamente, 400 era il numero di persone che potevano essere ospitate nella sala da ballo di Mrs. Astor. Mary era considerata una delle leader viceregali dei cosiddetti “Ultra-fashionable 150”, insieme a Mrs. Astor, Mrs.Ogden Mills, Mrs. John Jacob Astor e Mrs. Cornelius Vanderbilt Jr..

### Vela

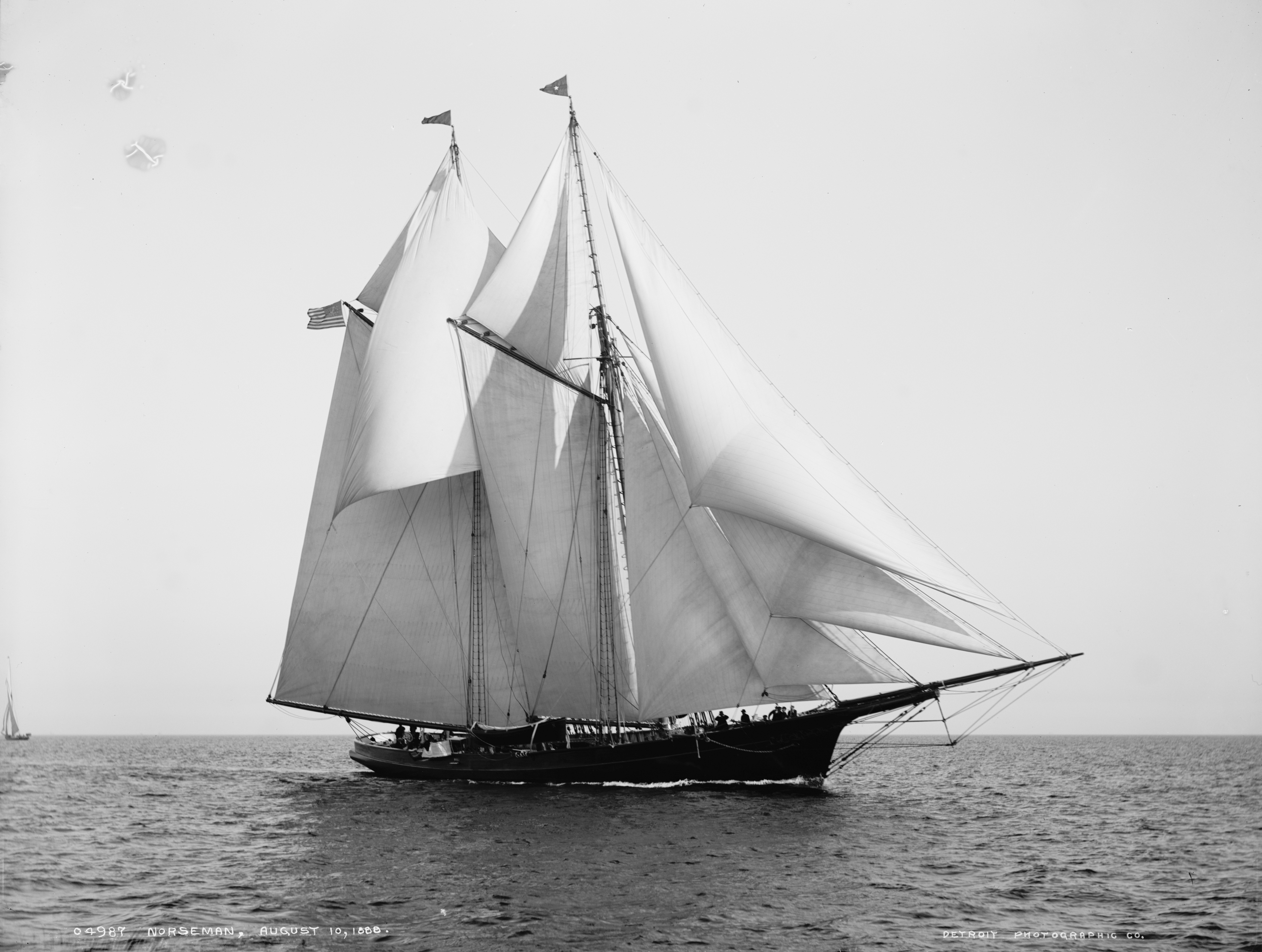
Lo schooner Norseman di Goelet (1881)

Goelet possedeva diversi yacht, tra cui uno schooner chiamato Norseman, progettato da William Townsend e costruito nel 1881 presso il cantiere navale Richard & Cornelius Poillon a Brooklyn. A partire dal 1893, noleggiò anche lo yacht White Ladye, appartenuto all'attrice Lillie Langtry. Il suo ultimo yacht si chiamava Mayflower, progettato da George Lennox Watson nel 1896 e costruito sul Clyde (Scozia) dai cantieri J & G Thompson. Dopo la morte di Goelet, lo yacht fu venduto alla Marina degli Stati Uniti e divenne la USS Mayflower.  Suo fratello Robert fece costruire, nello stesso periodo, uno yacht simile presso un altro cantiere navale sul Clyde; quest’ultimo divenne in seguito la USS Nahma.

### Residenze
Goelet e sua moglie possedevano una residenza cittadina al numero 608 della Fifth Avenue a New York City e una villa a Nizza, in Francia. Quando si trovavano a Londra, soggiornavano al Wimbourne House.
Nel 1892, lui e sua moglie commissionarono la costruzione di Ochre Court, una villa in stile châteauesque a Newport, Rhode Island. L’abitazione fu realizzata al costo di 4,5 milioni di dollari ed era la seconda più grande villa di Newport, dopo The Breakers, situata nelle vicinanze; entrambe progettate dall’architetto Richard Morris Hunt.

## Vita privata
Nel 1878 sposò Mary Rita Wilson (1855–1929), figlia di Richard Thornton Wilson Sr. e Melissa Clementine Johnston. Tra i suoi fratelli vi erano il banchiere Richard Thornton Wilson Jr. e la mondana Grace Graham Wilson, che sposò Cornelius Vanderbilt III. Insieme, Ogden e Mary ebbero due figli:
- Mary Goelet (1878–1937), che nel 1903 sposò Henry Innes-Ker, VIII duca di Roxburghe (1876–1932).[16][17]
- Robert Wilson Goelet (1880–1966), che costruì la villa Glenmere.[18]

Fu membro del New York Yacht Club per 17 anni, oltre che del Knickerbocker Club, del Metropolitan Club e dell’Union Club.
Il 27 agosto 1897, dopo più di cinque anni trascorsi all'estero, Goelet morì a bordo del suo yacht nella cittadina di Cowes, sull’Isola di Wight, dopo essere stato malato per due mesi. Fu assistito dal dottor William Broadbent, medico del Principe di Galles, di cui era intimo amico.  La sua famiglia e la salma tornarono negli Stati Uniti via mare. Il funerale si svolse a bordo del suo yacht a Newport, e fu sepolto nel cimitero di Woodlawn, nel Bronx, New York.
Nel testamento, lasciò l’intero patrimonio alla moglie e ai due figli. Sua vedova morì nel 1929. His widow died in 1929.